# Championnat d'Angleterre de football 1997-1998
Navigation
Édition précédente Édition suivante
La 99e édition du championnat d'Angleterre de football 1997-1998 est la sixième sous l'appellation Premier League. Elle oppose les vingt meilleurs clubs d'Angleterre en une série de trente-huit journées.
Elle est remportée par Arsenal FC. Le club londonien finit un point devant Manchester United et treize points sur Liverpool FC. C'est le onzième titre des « Gunners » qui réalise le doublé en remportant la Coupe d'Angleterre. 
Arsenal FC se qualifie pour la Ligue des champions en tant que champion d'Angleterre, Manchester United est qualifié pour le second tour qualificatif de cette compétition. Newcastle United, finaliste de la Coupe d'Angleterre et Chelsea FC, tenant du trophée, se qualifient pour la Coupe d'Europe des vainqueurs de coupe. Liverpool FC, Leeds United, Blackburn Rovers et Aston Villa se qualifient pour la Coupe UEFA. Crystal Palace dispute la Coupe Intertoto.
Le système de promotion/relégation ne change pas : descente et montée automatique, sans matchs de barrage pour les trois derniers de première division et les deux premiers de deuxième division, poule de play-off pour les deuxième à sixième de la division 2 pour la dernière place en division 1. À la fin de la saison, les clubs de Bolton Wanderers, Barnsley FC et Crystal Palace sont relégués en deuxième division. Ils sont remplacés par Nottingham Forest, Middlesbrough FC et Charlton Athletic après play-off.
Les attaquants anglais Dion Dublin, de Coventry City FC, Michael Owen, de Liverpool FC, et Chris Sutton, de Blackburn Rovers, se partagent le titre de meilleur buteur du championnat avec 18 réalisations chacun.
À noter la modernisation de la police des noms et des numéros floqués sur les maillots des joueurs, qui resteront identiques jusqu'à la saison 2006-07.

## Classement
| Rang | Équipe                | Pts | J  | G  | N  | P  | Bp | Bc | Diff |
| ---- | --------------------- | --- | -- | -- | -- | -- | -- | -- | ---- |
| 1    | Arsenal C             | 78  | 38 | 23 | 9  | 6  | 68 | 33 | +35  |
| 2    | Manchester United T S | 77  | 38 | 23 | 8  | 7  | 73 | 26 | +47  |
| 3    | Liverpool             | 65  | 38 | 18 | 11 | 9  | 68 | 42 | +26  |
| 4    | Chelsea L             | 63  | 38 | 20 | 3  | 15 | 71 | 43 | +28  |
| 5    | Leeds United          | 59  | 38 | 17 | 8  | 13 | 57 | 46 | +11  |
| 6    | Blackburn Rovers      | 58  | 38 | 16 | 10 | 12 | 57 | 52 | +5   |
| 7    | Aston Villa           | 57  | 38 | 17 | 6  | 15 | 49 | 48 | +1   |
| 8    | West Ham United       | 56  | 38 | 16 | 8  | 14 | 56 | 57 | -1   |
| 9    | Derby County          | 55  | 38 | 16 | 7  | 15 | 52 | 49 | +3   |
| 10   | Leicester City        | 53  | 38 | 13 | 14 | 11 | 51 | 41 | +10  |
| 11   | Coventry City         | 52  | 38 | 12 | 16 | 10 | 46 | 44 | +2   |
| 12   | Southampton           | 48  | 38 | 14 | 6  | 18 | 50 | 55 | -5   |
| 13   | Newcastle United      | 44  | 38 | 11 | 11 | 16 | 35 | 44 | -9   |
| 14   | Tottenham Hotspur     | 44  | 38 | 11 | 11 | 16 | 44 | 56 | -12  |
| 15   | Wimbledon             | 44  | 38 | 10 | 14 | 14 | 34 | 46 | -12  |
| 16   | Sheffield Wednesday   | 44  | 38 | 12 | 8  | 18 | 52 | 67 | -15  |
| 17   | Everton               | 40  | 38 | 9  | 13 | 16 | 41 | 56 | -15  |
| 18   | Bolton Wanderers P    | 40  | 38 | 9  | 13 | 16 | 41 | 61 | -20  |
| 19   | Barnsley P            | 35  | 38 | 10 | 5  | 23 | 37 | 82 | -45  |
| 20   | Crystal Palace P      | 32  | 38 | 8  | 9  | 21 | 37 | 71 | -34  |

Qualifications européennes
- Ligue des champions 1998-1999
- Coupe des coupes 1998-1999
- Coupe UEFA 1998-1999
- Coupe Intertoto 1998

Relégation
- First Division 1998-1999

Abréviations
T : Tenant du titre

C : Vainqueur de la Coupe d'Angleterre

L : Vainqueur de la Coupe de la Ligue

S : Vainqueur du Charity Shield

P : Promus de First Division

## Meilleurs buteurs
Trois joueurs se partagent la 1re place du classement des buteurs avec 18 réalisations. Il s'agit des anglais Dion Dublin, Michael Owen et Chris Sutton. Owen remportera à nouveau ce trophée la saison suivante.
| Joueur                  | Buts | Équipe             |
| ----------------------- | ---- | ------------------ |
| Dion Dublin             | 18   | Coventry City FC   |
| Michael Owen            | 18   | Liverpool FC       |
| Chris Sutton            | 18   | Blackburn Rovers   |
| Dennis Bergkamp         | 16   | Arsenal FC         |
| Kevin Gallacher         | 16   | Blackburn Rovers   |
| Jimmy Floyd Hasselbaink | 16   | Leeds United       |
| Andy Cole               | 15   | Manchester United  |
| John Hartson            | 15   | West Ham United FC |
| Darren Huckerby         | 14   | Coventry City      |
| Paulo Wanchope          | 13   | Derby County       |

## Meilleurs passeurs
| Joueur             | Passes décisives | Équipe            |
| ------------------ | ---------------- | ----------------- |
| David Beckham      | 13               | Manchester United |
| Dennis Bergkamp    | 11               | Arsenal FC        |
| Eyal Berkovic      | 10               | West Ham United   |
| Dion Dublin        | 10               | Coventry City     |
| Steve Guppy        | 10               | Leicester City    |
| Michael Owen       | 10               | Liverpool FC      |
| Teddy Sheringham   | 10               | Manchester United |
| Ryan Giggs         | 9                | Manchester United |
| David Ginola       | 9                | Tottenham         |
| Matthew Le Tissier | 9                | Southampton       |